# WackoWiki
WackoWiki ist eine kleine, erweiterbare, mehrsprachige freie Wiki-Software basierend auf WakkaWiki. Weiterentwickelt wird WackoWiki von einigen russischen Programmierern, nachdem die WakkaWiki-Entwickler Hendrik Mans und Carlo Zottmann die Entwicklung 2003 eingestellt hatten.
WackoWiki erlaubt die vollständige Verwendung von HTML und nutzt den SafeHTML Parser (geschrieben von denselben Entwicklern), um potentiell gefährliche Inhalte zu entfernen (JavaScript usw.), welche Angriffe über XSS verursachen können.
WikiEdit, der auf JavaScript basierende WYSIWYG-ähnliche Editor dieses Wikis verfügt über Tastenkombinationen- und Werkzeugleisten-Unterstützung und eine automatische Einrück-Funktion (auch in nummerierten Listen).
WackoWiki wird hauptsächlich in Russland und von vielen IT-Unternehmen als ein einfaches CMS oder Knowledge Management System verwendet.

## Eigenschaften von Wacko
Ausgelegt für Geschwindigkeit und einfache Handhabung beinhaltet WackoWiki folgendes:
- einfache Installation,
- WYTIWYG-Editor WikiEdit,
- Versionsverwaltung von Seiten
- mehrere Sprachen (aktuell werden folgende Sprachen unterstützt: russisch, estnisch, englisch, spanisch, deutsch, französisch, niederländisch, italienisch, polnisch, portugiesisch, griechisch, dänisch und bulgarisch),
- E-Mail-Benachrichtigung bei Änderungen / Kommentaren,
- mehrere Cache-Ebenen,
- Template-Engine,
- Unterstützung individueller Layouts durch Themes,
- Zugriffssteuerung (ACLs),
- Kommentarfunktion,
- URI-Router,
- RSS-Feed,
- Hochladen von Dateien pro Seite oder global,
- Verweise können via Camel Casing oder frei über eine einfache Zwei-Zeichen-Regel erstellt werden